# 17792 Kathconnelly
17792 Kathconnelly este o planetă minoră (asteroid), cu un diametru de 9,499 km, din centura de asteroizi. A fost descoperită pe 20 martie 1998 la Magdalena Ridge Observatory⁠(d) de Lincoln Near-Earth Asteroid Research. 
Obiectul prezintă o orbită caracterizată de o semiaxă mare de 2,5897678 UAi, o excentricitate de 0,1677875, o înclinație de 18,49983 ° în raport cu ecliptica.